# Катарина Час
Катарина Час (Словењ Градец, 23. септембар 1976) је словеначка телевизијска водитељка, позоришна, телевизијска и филмска глумица.

## Биографија
Рођена је 23. септембра 1976. године у граду Словењ Градец. Њено прво појављивање на телевзији било је 1998. године у реклами за словеначко пиће Кокта. На филму се први пут појавила у улози Шпеле у филму Peklenski načrt, 1989. године. На телевизији је почела да се појављује 1997. године у музичком програму за децу, који се звао Атлантик, а емитовао се на словеначком Каналу А. Од 2005. године водила је музички програм Аритмија, који се емитовао на Радио телевизији Словеније. Њена светска филмска каријера почиње када је добила улогу Габријеле, 2011. године у ирском филму Стража који је режирао Џон Мајкл Макдонаг. Најистакнутију улогу играла је у комедији Вук са Вол Стрита из 2013. године, у којем је била у улози Чантел. Касније, играла је Софију у филму Дени Колинс из 2013. године и у многим другим филмовима.

## Филмографија

### Филм
| Година | Наслов              | Улога               | Напомена        |
| ------ | ------------------- | ------------------- | --------------- |
| 1989   | Peklenski načrt     | Шпела               | словеначки филм |
| 2000   | У петак увече       | Катја               | словеначки филм |
| 2008   | Ријалити            | Плавуша међу ромима | словеначки филм |
| 2011   | Стража              | Габријела Мекбрид   | ирски филм      |
| 2013   | Вук са Вол Стрита   | Чантел              | амерички филм   |
| 2015   | Бићемо прваци света | америчка новинарка  | српски филм     |
| 2015   | Дени Колинс         | Софија              | амерички филм   |
| 2016   | Процеп              | Лиз                 | копродукција    |
| 2017   | Пребујања           | Ула                 | словеначки филм |
| 2017   | Терминал            | Клое                | амерички филм   |

### Телевизија
| Year | Title                    | Role             | Notes                  |
| ---- | ------------------------ | ---------------- | ---------------------- |
| 1988 | Кокта реклама            | -                |                        |
| 1997 | Атлантис                 | ТВ водитељка     | словеначки музички шоу |
| 2005 | Аритмија                 | ТВ водитељка     | словеначки музички шоу |
| 2007 | Заувијек сусједи         | Уршка            | хрватска ТВ серија     |
| 2008 | Страсти                  | Ана              | словеначка ТВ серија   |
| 2010 | Дан љубави               | Мартина          | словеначка ТВ серија   |
| 2010 | Преписани                | Барба Зидар      | словеначка ТВ серија   |
| 2011 | Под сретном звијездом    | Ena Kolar        | хрватска ТВ серија     |
| 2013 | Лиам и Ленка             | Ленка            | енглески кратки филмм  |
| 2013 | Додир тканине            | Катја            | британска ТВ серија    |
| 2013 | Нови трикови             | Хана Керановић   | британска ТВ серија    |
| 2013 | Живљења Томажа Кајзерија | Аленка Кајзер    | словеначка серија      |
| 2015 | Смрт у рају              | Имке             | епизода 4, сезона 3    |
| 2015 | Тихи сведок              | Кристина Бажанов | Епизода Квиз кругова   |